# 라스 아마소나스 (2016년 텔레노벨라)
《라스 아마소나스》(스페인어: Las amazonas)은 2016년 방영된 멕시코의 텔레노벨라이다.